# 중동분
중동분(衆同分, 산스크리트어: nikāya-sabhāga, 영어: the same basis) 또는 줄여서 동분(同分, 산스크리트어: sabhāga)은 다음의 분류, 그룹 또는 체계의 한 요소이다.
- 부파불교의 설일체유부의 5위 75법의 법체계에서 4번째 위(位: 그룹)인 불상응행법(不相應行法: 14가지) 가운데 하나이다.
- 대승불교의 유식유가행파와 법상종의 5위 100법의 법체계에서 4번째 위(位: 그룹)인 심불상응행법(心不相應行法: 24가지) 가운데 하나이다.

중동분에서 중(衆, 산스크리트어: nikāya)은 그룹(group), 부(部, sect), 류(類, division), 무리(class, assembly)를 뜻한다. 동분(同分, 산스크리트어: sabhāga)은 공통된(common), 같은 류에 속한(being of the same division), 유사한(similar)을 뜻한다. 따라서 중동분의 문자 그대로의 뜻은 '무리의 공통성', '무리의 유사성' 또는 '무리가 같은 류에 속한 것'이다.
부파불교의 설일체유부의 교학에 따르면, 중동분 또는 동분은 유정으로서의 동등함[類等] 즉 유정의 동류성(同類性) 또는 동류상사성(同類相似性)을 말한다. 달리 말하면, 온갖 유정이 존재로서의 동등함[類等]을 갖고 전전(展轉)하는 것을 말한다. 또한 이들 유정이 전전하면서 욕락(欲樂: 원하고 즐겨함)하는 근거[分, 즉 因]를 동분 또는 중동분이라 한다. 대승불교의 유식유가행파의 교학에서도, 중동분 또는 동분은 설일체유부와 같이 유정의 유사성 또는 전통적인 용어로 유정의 상사성(相似性)으로 정의된다.
설일체유부에서는 이와 같은 성질이 하나의 실체인 것으로 보아 실재하는 별도의 법이라고 파악하고 있다. 따라서 중동분 또는 동분이라는 별도의 법이 있어서 그 작용 때문에 유정의 유사성이 발생하고 유지되는 것이라고 본다. 즉, 유정이 중동분이라는 법을 득함에 따라 해당되는 유사성이 나타나고 유지되는 것이라고 본다. 예를 들어, 인간[人]으로서의 중동분을 득하면 인간으로서 나타나고 천인[天]으로서의 중동분을 득하면 천인으로서 나타난다고 본다.
이와 같이 설일체유부에서는 중동분을 별개의 실법(實法)으로 보는데, 이와는 달리 부파불교의 경량부와 대승불교의 유식유가행파는 중동분을 가법(假法)으로 본다.
즉, 유정들이 부류에 따라 그들의 자체(自體: 자신이 가진 본질적 성질, 즉 자신의 몸과 마음)가 서로 비슷한 것[自體相似]을 실재하는 법인 것처럼 가립한 것이라고 본다.
《구사론》에 따르면,
중동분 또는 동분은 유정동분(有情同分, 산스크리트어: sattva-sabhāga)과  법동분(法同分, 산스크리트어: dharma-sabhāga)의 2가지로 나뉜다. 유정동분은 중생동분(眾生同分, 산스크리트어: sattva-sabhāga)이라고도 하는데 다시 무차별동분(無差別同分, 산스크리트어: abhinna-sabhāga)과 유차별동분(有差別同分, 산스크리트어: bhinna-sabhāga)의 2가지로 나뉜다.

## 참고 문헌
- 고려대장경연구소. 《고려대장경 전자 불교용어사전》. 고려대장경 지식베이스 / (사)장경도량 고려대장경연구소. |title=에 외부 링크가 있음 (도움말)
- 곽철환 (2003). 《시공 불교사전》. 시공사 / 네이버 지식백과. |title=에 외부 링크가 있음 (도움말)
- 권오민 (1991). 《경량부철학의 비판적 체계 연구》. 동국대학원 철학박사 학위논문.
- 무착 지음, 현장 한역 (K.571, T.1602). 《현양성교론》. 한글대장경 검색시스템 - 전자불전연구소 / 동국역경원. K.571(16-1), T.1602(31-480). |title=에 외부 링크가 있음 (도움말)
- 미륵 지음, 현장 한역, 강명희 번역 (K.614, T.1579). 《유가사지론》. 한글대장경 검색시스템 - 전자불전연구소 / 동국역경원. K.570(15-465), T.1579(30-279). |title=에 외부 링크가 있음 (도움말)
- 세우 지음, 현장 한역, 송성수 번역 (K.949, T.1542). 《아비달마품류족론》. 한글대장경 검색시스템 - 전자불전연구소 / 동국역경원. K.949(25-149), T.1542(26-692). |title=에 외부 링크가 있음 (도움말)
- 세친 지음, 현장 한역, 권오민 번역 (K.955, T.1558). 《아비달마구사론》. 한글대장경 검색시스템 - 전자불전연구소 / 동국역경원. K.955(27-453), T.1558(29-1). |title=에 외부 링크가 있음 (도움말)
- 세친 지음, 현장 한역, 송성수 번역 (K.618, T.1612). 《대승오온론》. 한글대장경 검색시스템 - 전자불전연구소 / 동국역경원. K.618(17-637), T.1612(31-848). |title=에 외부 링크가 있음 (도움말)
- 세친 지음, 현장 한역, 송성수 번역 (K.644, T.1614). 《대승백법명문론》. 한글대장경 검색시스템 - 전자불전연구소 / 동국역경원. K.644(17-808), T.1614(31-855). |title=에 외부 링크가 있음 (도움말)
- 운허.  동국역경원 편집, 편집. 《불교 사전》. |title=에 외부 링크가 있음 (도움말)
- (중국어) 무착 조, 현장 한역 (T.1602). 《현양성교론(顯揚聖敎論)》. 대정신수대장경. T31, No. 1602, CBETA. |title=에 외부 링크가 있음 (도움말)
- (중국어) 미륵 조, 현장 한역 (T.1579). 《유가사지론(瑜伽師地論)》. 대정신수대장경. T30, No. 1579. CBETA. |title=에 외부 링크가 있음 (도움말)
- (중국어) 佛門網. 《佛學辭典》. 佛門網 / Buddhistdoor. |title=에 외부 링크가 있음 (도움말)
- (중국어) 星雲. 《佛光大辭典(불광대사전)》 3판. |title=에 외부 링크가 있음 (도움말)
- (중국어) 세우 조, 현장 한역 (T.1542). 《아비달마품류족론(阿毘達磨品類足論)》. 대정신수대장경. T26, No. 1542, CBETA. |title=에 외부 링크가 있음 (도움말)
- (중국어) 세친 조, 현장 한역 (T.1558). 《아비달마구사론(阿毘達磨俱舍論)》. 대정신수대장경. T29, No. 1558, CBETA. |title=에 외부 링크가 있음 (도움말)
- (중국어) 세친 조, 현장 한역 (T.1612). 《대승오온론(大乘五蘊論)》. 대정신수대장경. T31, No. 1612, CBETA. |title=에 외부 링크가 있음 (도움말)
- (중국어) 세친 조, 현장 한역 (T.1614). 《대승백법명문론(大乘百法明門論)》. 대정신수대장경. T31, No. 1614, CBETA. |title=에 외부 링크가 있음 (도움말)